# Aldo Ceccato
Aldo Ceccato (Milano, 18 febbraio 1934) è un direttore d'orchestra italiano.

## Biografia
Si è formato al Conservatorio "G. Verdi" della sua città. In seguito ha studiato alla Musikhochschule di Berlino con Sergiu Celibidache, di cui è diventato assistente all'Accademia musicale chigiana di Siena. Ha diretto alcune fra le più importanti orchestre del mondo ed è stato direttore musicale dell'Orchestra Sinfonica di Detroit (1973-1977), della Filarmonica di Amburgo (1975-1985), dell'Orchestra Filarmonica di Bergen, della Slovak Philharmonic Orchestra. Attualmente è direttore musicale e artistico dell'orchestra filarmonica di Malaga e direttore emerito dell'orchestra "I pomeriggi musicali" di Milano.
Aldo Ceccato ritorna sul podio dell'Orchestra “La Verdi” per un nuovo ciclo che si svolgerà durante tre anni dedicato alle composizioni di Antonin Dvorak, autore è ammirato profondamente dal maestro Ceccato, che negli anni della sua permanenza nella Repubblica Ceca come Direttore Artistico dell'Orchestra Filarmonica di Brno e come Direttore ospite al Festival di Praga ha diretto sempre con grande successo, tanto da essere nominato Membro onorario della Società Dvorak di Praga.
Aldo Ceccato è stato Direttore Artistico e Musicale dell'Orchestra “I Pomeriggi di Milano" dal 1999 al 2005. L'Orchestra lo ha nominato quindi Direttore Emerito. Precedentemente è stato Direttore Artistico della Fondazione Arena di Verona, sia per la stagione sinfonica che lirica. Inoltre è stato per tre anni Direttore Artistico e Musicale dell'Orchestra Nazionale di Spagna a Madrid e dell'Orchestra Filarmonica di Malaga fino al 2009. Per dieci anni ha avuto il titolo di Generalmusikdirektor dell'Orchestra Filarmonica di Stato di Amburgo.
Per cinque anni è stato a capo dell'Orchestra sinfonica di Detroit oltre che dell'Orchestra Sinfonica della RAI di Torino. Hanno fatto seguito le direzioni artistiche di altre due importanti formazioni sinfoniche: la Filarmonica di Bergen, Norvegia e la Radiophilharmonie di Hannover. È anche Direttore Emerito dell'Orchestra Filarmonica di Stato della Moravia di Brno, con la quale ha eseguito i più grandi affreschi sinfonico-corali di Franz Liszt, dirigendo l'Oratorio “Christus” in Vaticano nel Concerto offerto dalla Repubblica Ceca a Papa Giovanni Paolo II in occasione del Giubileo 2000.
Tutte le più grandi orchestre del mondo sono state da lui dirette: la Filarmonica di Berlino, la Filarmonica di Londra, la Filarmonica di New York, la Staatskapelle di Dresda, la Filarmonica d'Israele, la NHK Symphony Orchestra di Tokyo, solo per citarne alcune.
Ha diretto opere al Covent Garden di Londra, al Lyric Opera di Chicago, alla Staatsoper di Vienna, al San Carlo di Napoli, all'Opera di Parigi, alla Scala di Milano.
Ha preso parte a Festival Internazionali quali Glyndenbourne, Edimburgo, Maggio Musicale Fiorentino (con la prima esecuzione in Italia della “Sposa sorteggiata” di Busoni), Praga, Berlino e Bergen.
Con le Orchestre della RAI di Torino, di Amburgo e Bergen ha diretto i cicli completi delle Sinfonie di Beethoven, Bruckner, Mahler, Brahms, Schumann, Ciaikovskij, Schubert e Mendelssohn.
Aldo Ceccato ha condiviso meravigliose ed indimenticabili esperienze artistiche con i più celebrati solisti e cantanti: Rudolf Serkin, Claudio Arrau, Maurizio Pollini, Martha Argerich, Aldo Ciccolini, Michele Campanella, John Ogdon, Radu Lupu, Rudolph Firkusny, Alfred Brendel, Augustin Anievas, Nathan Milstein, Itzhak Perlman, Anne-Sophie Mutter, Pinchas Zukerman, Shlomo Mintz, Ida Haendel, Salvatore Accardo, Igor Oistrakh, Mstislav Rostropovic, Mischa Maisky, Yo-Yo Ma, Jessye Norman, Beverly Sills, Sherril Milnes, Doris Soffel, Dietrich Fischer-Dieskau, Alfredo Kraus, Nikolaj Ghiaurov, Piero Cappuccilli, Ruggero Raimondi, Teresa Berganza, Nicolai Gedda e molti altri.
Si è prodigato alla formazione dei giovani dando loro il frutto delle sue esperienze. Durante gli anni ad Amburgo ha retto la Cattedra di Direzione d'Orchestra alla Musikhocheschule e non ha mai abbandonato l'insegnamento. Ha tenuto Corsi di Direzione d'Orchestra a Bergen, ad Hannover, a Santiago de Compostela, a Saluzzo, a Milano, a Palermo e ora a Graz. All'insegnamento Aldo Ceccato ha sempre anche affiancato conferenze in Istituzioni prestigiose, tra le quali Oxford.
Aldo Ceccato è anche attivo come scrittore. È recente la pubblicazione del volume “Beethoven 2000”, sulle “Attualizzazioni” delle Nove Sinfonie di Beethoven, con la prefazione Quirino Principe, al quale seguirà un secondo volume che riguarderà le altre composizioni di Beethoven: Fidelio, Egmont, le Ouvertures, La Fantasia per coro e orchestra e i Concerti per solisti e orchestra. Di prossima pubblicazione un Trattato sulla Direzione d'Orchestra, frutto degli insegnamenti straordinari avuti nei quattro anni a fianco di Celibidache, presso l'Accademia Chigiana.
Della produzione discografica di Aldo Ceccato ricordiamo la registrazione, con l'Orchestra Filarmonica di Malaga, per la Casa discografica “La Bottega Discantica” delle musiche di scena per il “Mercante di Venezia” composte da Victor de Sabata con il titolo “Affreschi musicali” per l'inaugurazione della prima Biennale di Venezia nel 1934. Ha inoltre inciso con i “Pomeriggi musicali” la Nona Sinfonia di Beethoven e, prima incisione in Italia, la Missa Solemnis di Beethoven, sempre per “La Bottega Discantica”. Con la Filarmonica di Londra ha registrato per Hyperion i tre Poemi Sinfonici di Victor de Sabata, Juventus, Gethsemani, la Notte di Platon. Tra le altre sue incisioni, il ciclo completo dei Concerti per Piano e Orchestra con Aldo Ciccolini e l'Orchestra dei “Pomeriggi Musicali” per la FRAME.

## Onorificenze
Aldo Ceccato è Accademico di Santa Cecilia, è Doctor Honoris Causa della Eastern Michigan University. Ha anche ricevuto dal Senato di Amburgo la "Medaglia Brahms", una delle più alte onorificenze culturali tedesche. Il Comune di Milano gli ha conferito la Medaglia d'Oro per benemerenze civiche e culturali. Nel 2024 il Comune di Bergamo gli ha conferito la Medaglia d'oro per aver intrecciato alla città una vita di musica, cultura e impegno formativo, rendendola custode e protagonista della sua straordinaria eredità artistica. Recentemente ha ricevuto il Premio Mozart dal Mozarteum Argentino.